# Marek Chibowski
Marek Chibowski (ur. 30 marca 1961) – polski urzędnik państwowy i samorządowy, menedżer, w 2016 p.o. prezesa Poczty Polskiej, w latach 2020–2021 p.o. głównego inspektora ochrony środowiska.

## Życiorys
W 1985 ukończył studia na Wydziale Zarządzania Uniwersytetu Warszawskiego. Kształcił się podyplomowo w zakresie samorządu terytorialnego i rozwoju regionalnego na UW (1992) oraz wyceny nieruchomości na Politechnice Warszawskiej (2000). W latach 90. i 2000. tworzył struktury Zjednoczenia Chrześcijańsko-Narodowego w Ząbkach, później wstąpił do Stowarzyszenia Chrześcijańsko-Narodowego, gdzie został skarbnikiem.
W latach 1993–1994 dyrektor generalny Ministerstwa Transportu i Gospodarki Morskiej, następnie do 1996 kierował gabinetem szefa Biura Bezpieczeństwa Narodowego. Później został sekretarzem w Urzędzie Gminy Warszawa Wawer i dyrektorem generalnym Ministerstwa Skarbu Państwa (1997–2000). W 2002 kandydował na burmistrza miasta Ząbki (zajął 6 miejsce na 8 kandydatów). Następnie od 2003 do 2006 pozostawał wiceburmistrzem Halinowa.
Przez ponad 10 lat pracował jako menedżer, był m.in. prezesem Przedsiębiorstwa Budownictwa Wodnego i dyrektorem ds. inwestycji spółki PP Hotel. Od stycznia do czerwca 2016 tymczasowo pełnił obowiązki prezesa Poczty Polskiej (zasiadał także w jej radzie nadzorczej), po czym został szefem przedsiębiorstwa Xcity Investment. W 2019 objął stanowisko Mazowieckiego Wojewódzkiego Inspektora Ochrony Środowiska. 17 sierpnia 2020 tymczasowo objął obowiązki Głównego Inspektora Ochrony Środowiska. Był następnie jednym z kandydatów na to stanowisko w 2021. Odszedł z funkcji p.o. GIOŚ 17 września 2021, po czym powrócił do kierowania Mazowieckim Wojewódzkim Inspektoratem Środowiska. W marcu 2022 został jednym z zastępców dyrektora generalnego Krajowego Ośrodka Wsparcia Rolnictwa. W styczniu 2024 zakończył pełnienie tej funkcji.

## Życie prywatne
Jego bratem był Janusz Chibowski (zm. 2020), radny Ząbek i powiatu wołomińskiego.